# Hiëro (Xenophon)

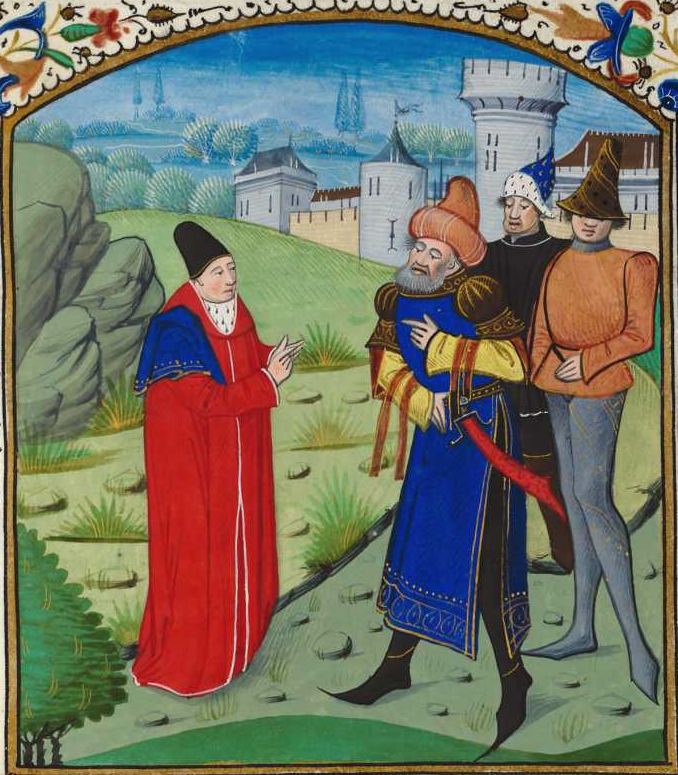
Hiëro en Simonides op een 15e-eeuws miniatuur

Hiëro (Oudgrieks: Ἱέρων / Hiëroon) is een boekje van de Griekse historicus Xenophon. Het is een dialoog over tirannie tussen de lierdichter Simonides van Keos en Hiëro I van Syracuse.

## Inhoud
De oude Simonides is vanaf 476 v.Chr. daadwerkelijk te gast geweest bij Hiëro, maar toen Xenophon omstreeks 365 v.Chr. de dialoog neerschreef was het hem niet te doen om een historische reconstructie van hun gesprekken. Op de vraag waarmee het eerste hoofdstuk opent, of Hiëro als tiran gelukkiger was dan als gewone mens, volgt een klaagzang over alle nadelen die het dictatorschap met zich meebrengt. De omslag ligt in het achtste hoofdstuk, wanneer Simonides begint te schetsen hoe het anders kan. Er wordt een ideaalbeeld uitgetekend van de goede vorst, die door welvaart, orde en rust te scheppen zijn eigen positie veiligstelt. Hoewel de Hiëro verdrukking afkeurt, is het een antidemocratisch werk waarin het ideaal een verlichte invulling van de monarchie is.

## Nawerking
De dialoog was voor Leo Strauss het uitgangspunt voor zijn boek On Tyranny: An Interpretation of Xenophon's Hiero (1948), waarop Alexandre Kojève reageerde met Tyrannie et Sagesse (1954).

## Nederlandse vertaling
- Hiëro, vert. Vincent Hunink, in: Nexus, nr. 36, 2003, p. 73-89